# Louisiana (delstat)
 For alternative betydninger, se Louisiana. (Se også artikler, som begynder med Louisiana)
Louisiana er en amerikansk delstat. Delstatens hovedstad er Baton Rouge, mens New Orleans er den største by. Delstaten har omkring 4.657.757(2020) indbyggere. Delstaten har både engelsk og fransk som administrative sprog. De fransktalende kaldes cajuns, og er berømte for deres specielle mad og musik, cajunmusik, og for de sortes vedkommende zydeco.
Louisiana blev optaget som USA's 18. delstat den 30. april 1812.

## Historie
Louisiana var oprindeligt befolket af en række oprindelige amerikanske stammer. Mange stednavne i delstaten er opkaldt efter indianske ord.
Den første europæer, der besøgte Louisiana kom i 1528, og i 1541 rejste Hernando de Sotos ekspedition igennem regionen. De spanske interesser i Louisiana var begrænsede, og i slutningen af det 17. århundrede etablerede franskmænd de første bosættelser langs Mississippi-floden og den Mexicanske Golf. Disse første bosættelser åbnede muligheden for de senere store franske besiddelser fra den Mexicanske Golf til Canada.
Den franske opdagelsesrejsende Robert Cavelier de La Salle navngav regionen Louisiana for at ære Ludvig 14. af Frankrig i 1682. Den første permanente bosættelse, Fort Maurepas, nær Biloxi i Mississippi, blev grundlagt i 1699 af Pierre Le Moyne d'Iberville, en fransk officer fra Canada.
Kolonien Louisiana i Ny Frankrig gjorde nu krav på alle områder på begge sider af Mississippi-floden helt til det franske territorium i Canada. De følgende delstater var helt eller delvis en del af kolonien Louisiana: Louisiana, Mississippi, Arkansas, Oklahoma, Missouri, Kansas, Nebraska, Iowa, Illinois, Indiana, Michigan, Wisconsin, Minnesota, North Dakota og South Dakota. 
Louisianas franske bosættelser bidrog til yderligere udforskning og udposter, som blev koncentreret langs floden Mississippi og dens tilflydende floder, fra Louisiana helt til Peoria i Illinois og det nuværende St. Louis i Missouri.
I begyndelsen fungerede Mobile i Alabama og Biloxi i Mississippi som hovedstæder i kolonien, men grundet Mississippi-flodens handelsmæssige og militære vigtighed gjorde franskmændene New Orleans til sædet for civil og militær ledelse i 1722. 
Meget af territoriet øst for Mississippi blev tabt til Storbritannien i forbindelse med den franske og indianske krig, bortset fra området omkring New Orleans og sognene omkring søen Lake Pontchartrain. Resten af Louisiana blev en spansk koloni efter Syvårskrigen ved Pariserfreden i 1763.
Under spansk herredømme flygtede flere tusinde fransk-talende fra regionen Acadia (nu i Nova Scotia i Canada) og nåede til Louisiana efter at være udvist af briterne, og bosatte sig i den sydvestlige region i Louisiana, som nu hedder Acadiana. De acadiske flygtninge blev budt velkomne af spanierne og deres efterkommende blev cajuns.
I 1800 overtog Napoleon 1. af Frankrig Louisiana fra Spanien, men i 1803 blev hele kolonien Louisiana solgt til USA ved Louisiana-købet.

## Politik
I 1849 blev delstatens hovedstad flyttet fra New Orleans til Baton Rouge.
Den nuværende guvernør i Louisiana er John Bel Edwards (demokrat), og de to senatorer er David Vitter og Bill Cassidy, der begge er republikanere. Louisiana har syv medlemmer af Repræsentanternes Hus, hvoraf fem er republikanere og to demokrater.
Louisianas politiske opbygning har bibeholdt elementer fra den franske tid. For det første anvendes betegnelsen parish (sogn) og ikke county (amt) for de underliggende administrative enheder. For det andet er retssystemet som det eneste i USA baseret på civilret, som har sit udspring i romersk ret.
Louisiana er også den eneste delstat, hvor alle kandidater, både til delstats-, lokal- og kongresvalg skal igennem primærvalg først. Hvis ingen kandidat opnår 50% af stemmerne i første omgang, gennemføres en anden valgrunde med de to kandidater, der har fået flest stemmer.
Delstaten er én ud af fem delstater i USA, der afholder delstatsvalg i ulige år (de andre er Kentucky, Mississippi, New Jersey og Virginia). Sidste gang, guvernøren var på valg var i 2003, næste valg afholdes i 2007.

## Geografi
Delstaten grænser til Texas mod vest, til Arkansas mod nord, til Mississippi mod øst og til den Mexicanske Golf mod syd.
Delstatens overflade er inddelt i to: de højereliggende områder samt kyst- og sumpområderne, som dækker et areal på ca. 52.000 km², og som hovedsageligt ligger langs Mississippi-floden, som gennemskærer delstaten fra nord til syd over et forløb på 600 km for at ende i den Mexicanske Golf. De højereliggende og bakkede områder mod nord og nordvest dækker et areal på mere end 65.000 km², og består af prærie og skovland.
Højderne varierer fra 3 m i kystregionerne og sumpene til 15-18 m i prærieområderne. I de bakkede områder stiger højderne til 163 m, det højeste i delstaten. Kun to andre delstater i USA, Florida og Delaware, ligger lavere end Louisiana, selv om visse andre stater, som Kansas og Nebraska, er fladere.

### Klima
Louisiana har et fugtigt subtropisk klima med lange, hede og fugtige somre og korte, milde vintre. De subtropiske karakteristika skyldes i høj grad indflydelsen fra den Mexicanske Golf, som ved det fjerneste punkt kun er 320 km væk.
Nedbør forekommer ofte året igennem, selv om somrene er en smule vådere end resten af året. Somrene er blandt de varmeste i USA med de højeste temperaturer om dagen på 32 °C eller mere og gennemsnitlige nattetemperaturer på 24 °C i perioden mellem midt-juni til midt-september. Om sommeren er temperaturen højere i nord, hvor temperaturerne kan være højere end 41 °C, end i syd, hvor temperaturerne sjældent når over 38 °C. De laveste temperaturer om vinteren ligger gennemsnitligt over frysepunktet, 7 °C nær den Mexicanske Golf og 3 °C i nord. Snevejr er sjældent, og indtræffer i nord en eller to gange om året.
Louisiana rammes ofte af tropiske cykloner og er sårbar over for orkaner, især i det lavtliggende område i og omkring New Orleans. Den særlige geografi i området med de mange marskområder og vandløb gør større orkaner endnu mere destruktive. Området oplever også meget tordenvejr, især om sommeren. Årligt er der gennemsnitligt 60 dage med tordenvejr, hvilket er det højeste antal dage blandt alle USA's delstater, undtagen Florida. Gennemsnitligt berøres Louisiana af 27 tornadoer årligt, og igen er især den sydlige del mest sårbar.

## Økonomi
Louisianas bruttodelstatsprodukt var i 2005 168 mia. USD, det 24. højeste i USA. Den gennemsnitlige indkomst per indbygger var 30.952$, nr. 41 blandt USA's delstater.
Delstatens landbrugsprodukter omfatter skaldyr (Louisiana er verdens største producent af krebs), bomuld, sojabønner, kvæg, sukkerrør, fjerkræ og æg, mælkeprodukter samt ris. Industriproduktionen består bl.a. af kemiske produkter, råolie- og kulprodukter, fødevareforarbejdning, transportudstyr, papirprodukter og turisme.
Louisiana har 3 rater for personlig indkomstskat fra 2% til 6%. Momsen er på 4%.

## Demografi
I juli 2005 (før orkanerne Katrina og Rita) havde Louisiana en anslået befolkning på 4.523.628, hvilket var en stigning på 1,2 % siden 2000.
Ifølge folketællingen i 2000 havde 4,66 % af befolkningen i Louisiana fransk eller cajun-fransk som modersmål og 2,53 % spansk.

### Ophav
De fem største ophavsgrupper er: Afro-amerikanere (32,5%), fransk-amerikanere (16,2%), amerikanere (10,1%), tysk-amerikanere (7,1%), irsk-amerikanere (7%) og italiensk-amerikanere (4.4%).
Louisiana er hjemsted for USA's andenstørste andel af befolkningen, der har afro-amerikansk ophav (32,5%), efter naboen Mississippi, hvor andelen er 36,5%. Folketællingen skelner ikke mellem engelsktalende afro-amerikanere eller kreoler. Afro-amerikanerne udgjorde flertallet af delstatens befolkning i det meste af det 19. århundrede, og i dag dominerer de de sydøstlige, centrale og nordlige områder, især i dalen langs Mississippi-floden. 
Kreoler og cajuns af fransk-canadisk eller acadisk ophav dominerer i meget af den sydlige del af delstaten. Begrebet kreol dækker i andre dele af USA over folk med blandet ophav, men i Louisiana kan det også henvise til hvide personer med fransk ophav eller personer med overvejende afrikansk baggrund. Kreolerne i Louisiana omfatter også folk med spansk ophav, især fra de Kanariske Øer, som bor langs den sydlige kyst.
New Orleans var i det 19. århundrede én af de eneste større byer i det sydlige USA, og tiltrak folk med irsk-amerikansk, tysk-amerikansk og italiensk-amerikansk ophav. Før Louisiana-købet bosatte en del tyske familier sig i det landlige område i den nedre Mississippi-dal og blev assimileret ind i cajun- og kreolerbefolkningerne.

### Religion
Som de andre sydstater er Louisiana overvejende protestantisk, men der er dog også en stor katolsk befolkning, især i den sydlige del af delstaten, hvilket gør Louisiana unik blandt sydstaterne. De religiøse tilhørsforhold blandt indbyggerne i Louisiana er:
- Kristne — 80 %
  - Protestanter — 50 %
    - Baptister — 38 %
    - Metodister — 4 %
    - Pinsebevægelsen — 2 %
    - Andre protestanter – 16 %

  - Katolikker — 30 %
  - Andre kristne — 1 %
- Andre religioner — 10 %
- Ikke-religiøse — 10 %

## Ekstern henvisning
- Delstaten Louisianas officielle hjemmeside (engelsk)

31°N 92°V / 31°N 92°V